# Volby do Sněmovny lidu Federálního shromáždění 1971
Volby do Sněmovny lidu Federálního shromáždění 1971 byly volby do jedné ze dvou komor nejvyššího zákonodárného sboru Československa. Konaly se 26. a 27. listopadu 1971.

## Volební obvody
- Federální shromáždění – 350 členů (poslanců)
  - Sněmovna lidu – 200 volebních obvodů, 1 obvod = 1 poslanec (137 ČSR a 63 SSR)
  - Sněmovna národů – 150 volebních obvodů, 1 obvod = 1 poslanec (75 ČSR a 75 SSR)

## Volební výsledky
Šlo o součást voleb do zastupitelských orgánů ČSSR, v nichž se najednou volili poslanci na místní, okresní, krajské, republikové (ČNR, SNR) i federální úrovni. Šlo zároveň o první volby do Sněmovny lidu Federálního shromáždění po provedení federalizace Československa (dosavadní členové obou komor Federálního shromáždění v letech 1969–1971 byli na své posty kooptováni bez voleb). Byly to první volby konané v Československu po invazi vojsk Varšavské smlouvy roku 1968 a nástupu normalizace.
Skončily jednoznačným vítězstvím jednotné kandidátní listiny Národní fronty, která získala do Sněmovny lidu 99,94 % hlasů.
| Oprávněných voličů | Odevzdaných hlasů | Volební účast v % | Platných hlasů | Platných hlasů pro NF | Platných hlasů pro NF % | Počet mandátů |
| ------------------ | ----------------- | ----------------- | -------------- | --------------------- | ----------------------- | ------------- |
| 10 253 796         | 10 197 234        | 99,45 %           |                |                       | 99,94 %                 | 200           |

## Mandáty
Z 200 členů (poslanců) bylo ve Sněmovně lidu:
- 53 žen
- 147 mužů

podle let:
- 27 do 35 let
- 131 mezi 36 a 50 lety
- 42 nad 50 let[2]